# Aisan Racing Team/Saison 2013
Dieser Artikel listet Erfolge und Fahrer des Radsportteams Aisan in der Saison 2013 auf.

## Erfolge in der UCI Asia Tour
In der Saison 2013 gelangen dem Team nachstehende Erfolge in der UCI Asia Tour.
| Datum       | Rennen                            | Kat. | Sieger          |
| ----------- | --------------------------------- | ---- | --------------- |
| 19. Mai     | 1. Etappe Tour of Japan (EZF)     | 2.1  | Taiji Nishitani |
| 26. Mai     | 6. Etappe Tour of Japan           | 2.1  | Taiji Nishitani |
| 4. November | 3. Etappe Banyuwangi Tour de Ijen | 2.2  | Shimpei Fukuda  |

## Zugänge – Abgänge
| Zugänge              | Team 2012           | Abgänge            | Team 2013    |
| -------------------- | ------------------- | ------------------ | ------------ |
| Yoshimitsu Hiratsuka | Shimano Racing Team | Masahiro Shinagawa | Team You Can |
|                      |                     | Ginji Kurokawa     | Unbekannt    |
|                      |                     | Kouske Makino      | Unbekannt    |
|                      |                     | Ryuta Sugiura      | Unbekannt    |
|                      |                     | Ken’ichi Suzuki    | Unbekannt    |

## Mannschaft
| Name                 | Geburtstag         | Nationalität |
| -------------------- | ------------------ | ------------ |
| Takeaki Ayabe        | 5. September 1980  | Japan        |
| Shinpei Fukuda       | 22. November 1987  | Japan        |
| Yoshimitsu Hiratsuka | 13. November 1988  | Japan        |
| Masakazu Itō         | 12. Juni 1988      | Japan        |
| Nozomu Kimori        | 1. Februar 1989    | Japan        |
| Reo Mashima          | 26. Februar 1986   | Japan        |
| Kazuhiro Mori        | 17. September 1982 | Japan        |
| Yasuharu Nakajima    | 27. Dezember 1984  | Japan        |
| Taiji Nishitani      | 1. Februar 1981    | Japan        |